# Kerianthera
Kerianthera é um género botânico pertencente à família Rubiaceae.

## Espécies
- Kerianthera longiflora
- Kerianthera preclara